# Selección femenina de rugby 7 de Samoa
La selección femenina de rugby 7 de Samoa es el equipo representativo de la Samoa Rugby Union en los torneos de la modalidad de 7 jugadoras.

## Uniforme
El equipo samoano usa camiseta azul y vivos rojos como otras selecciones de su país, short y medias azules y blancas.

## Participación en copas
| - no ha clasificado - no ha clasificado - no ha clasificado - no ha clasificado - Numea 2011: 2° puesto - Port Moresby 2015: 5° puesto - Apia 2019: 4° puesto - Dublín 2016: Cuartos de final - Mónaco 2021: Semifinales de clasificación | - Pacific Women's Sevens 2007: 2° puesto - Oceania Sevens Femenino 2008: 4º puesto - 2009 al 2011: no se organizó - Oceania Sevens Femenino 2012: 5º puesto - Oceania Sevens Femenino 2013: 3º puesto - Oceania Sevens Femenino 2014: 4º puesto - Oceania Sevens Femenino 2015: 2° puesto - Oceania Sevens Femenino 2016: 5º puesto - Oceania Sevens Femenino 2017: 5º puesto - Oceania Sevens Femenino 2018: 5º puesto - Oceania Sevens Femenino 2019: 5º puesto - Oceania Sevens Femenino 2021: no participó - Asia-Pacific 2010: 5° puesto - Asia-Pacific 2011: 3° puesto - Asia-Pacific 2012: no participó - Asia-Pacific 2013: 4° puesto - Asia-Pacific 2015: 3° puesto |